# Колобов Юрій Володимирович
Юрій Володимирович Колобов (нар. 8 квітня 1973, Павлоград, Дніпропетровська область, Українська РСР, СРСР) — український політик і державний діяч, міністр фінансів України (2012–2014).

## Життєпис
Навчався у Придніпровській державній академії будівництва і архітектури; Харківському державному університеті імені В. Н. Каразіна.
Працював директором казначейства Державного ощадного банку України до червня 2008 року.
З червня по грудень 2008 року — голова правління «БТА Банк». Працював радником з банківських питань ТОВ "Фінансова компанія «Кібріт».
З квітня по листопад 2010 — заступник голови правління, а з листопада по грудень 2010 — перший заступник голови правління «Укрексімбанку».
З 29 грудня 2010 — перший заступник Голови Національного банку України.
Державний службовець 3-го рангу (з січня 2011).
28 лютого 2012 Указом Президента України В. Ф. Януковича призначений Міністром фінансів України.

## Контраверсії

Країни, в яких Юрій Колобов потрапив під санкції

Юрій Колобов звинувачується Генеральною прокуратурою України у зловживанні службовим становищем.
Після падіння режиму Віктора Януковича, Юрій Колобов, на відміну від інших представників уряду Азарова, залишився в Україні і погодився співпрацювати з українськими правоохоронними органами.
Однак, у вересні 2014 року політик переїхав до Іспанії.
12 січня 2015 року Юрій Колобов був внесений в базу розшуку Інтерпол.
20 січня 2015 року Печерський районний суд міста Києва заочно арештував Колобова.
У березні 2015 року екс-чиновник був затриманий іспанською поліцією в курортному містечку Альтеа, автономна область Валенсія..
У серпні 2015 Юрій Колобов підготував документи на отримання політичного притулку в Іспанії..
18 січня 2016 року, газета «El Confidencial» повідомила, що іспанська поліція відмовилася видати Україні підозрюваного, оскільки вважає, що справа проти Колобова має політичний характер.
Станом на 2016 рік Юрій Колобов мешкав в Іспанії.

## Хобі
Любить грати в баскетбол. За часів перебування на посаді міністра фінансів, підтримував ідею проведення чемпіонату Європи з баскетболу в Україні «Євробаскет-2015».
В травні 2016 року Юрій Колобов призначений Головою опікунської ради Федерації баскетболу України.
У травні 2016 року Колобов узяв на себе витрати на участь збірної України U-15 в турнірі в Іспанії. 
Також Колобов заявлений в списку гравців Національної збірної України ветеранів баскетболу.

## Родина
Одружений. Виховує доньку і сина.